# Station Verneuil-sur-Serre
Station Verneuil-sur-Serre is een spoorwegstation in de Franse gemeente Verneuil-sur-Serre aan de spoorlijn La Plaine - Hirson en Anor.